# Yves Floucat
 (octobre 2024).
Yves Floucat, né à Toulouse le 14 juin 1950, est un philosophe thomiste français, spécialiste de l'œuvre de Maritain et de celle de saint Thomas d'Aquin, et maître de conférences honoraire à la Faculté de philosophie de l'Institut catholique de Toulouse.

## Biographie
Yves Floucat est docteur en philosophie (Toulouse II, 1978) et docteur ès-lettres (Université Toulouse II-Le Mirail, 1988), membre de l'Académie pontificale saint Thomas d'Aquin, maître de conférences à l'Institut catholique de Toulouse après avoir enseigné au CIREP (Centre indépendant de recherche philosophique) de Toulouse, et au Centre Jacques Maritain dont il a été le fondateur.
Il collabore à la Revue Thomiste (depuis 1975). Il y a assuré, durant de longues années, la "Chronique de philosophie". Il dirige, chez l'éditeur catholique Pierre Téqui (Paris), deux collections : "Croire et savoir" depuis 1981 et "Questions disputées, Vetera novis augere" , collection qu'il a fondée en 2003. Il cesse de diriger ces collections à partir de 2015 et c'est le Professeur Michel Bastit qui lui succède.
Il a consacré l'essentiel de ses travaux à la métaphysique, à son lien intime avec la foi, à la philosophie politique, à la philosophie d'inspiration thomiste et, particulièrement, à la philosophie de Jacques Maritain et d'Étienne Gilson.
L'ensemble de son œuvre a été couronné en 1999, par l'Académie des sciences morales et politiques de l'Institut de France.

## Œuvres

### Livres
- Pour une philosophie chrétienne : éléments d'un débat fondamental, Préface du P. Marie-Vincent Leroy, o.p., Paris, Éditions Pierre Téqui, coll. « Croire et savoir », 1983 (et sa traduction en italien : Per una filosofia cristiana : (elementi di un dibattito fondamentale), Milan, Massimo, coll. « Scienze umane e filosofia », 1987)
- Métaphysique et religion : vers une sagesse chrétienne intégrale, Paris, Éditions Pierre Téqui, coll. « Croire et savoir », 1989
- Vocation de l'homme et sagesse chrétienne, Préface par Olivier Lacombe, Paris, Éditions Saint Paul : FAC-éditions, coll. « Réfléchir », 1989
- L'Être et la mystique des saints : conditions d'une métaphysique thomiste, Paris, Éditions Pierre Téqui, coll. « Croire et savoir », 1995
- Jacques Maritain ou la fidélité à l'éternel, Paris, FAC-éditions, 1996
- Julien Green et Jacques Maritain. L'amour du vrai et la fidélité du cœur, Paris, Éditions Pierre Téqui, 1997
- Liberté de l'amour et vérité de la loi : l'enseignement moral de Jean Paul II, Préface de Mgr Henri Brincard, Paris, Éditions Pierre Téqui, coll. « Collection Aurore », 1998
- Pour une restauration du politique : Maritain l'intransigeant, de la contre-révolution à la démocratie, Paris, Éditions Pierre Téqui, 1999
- L'intime fécondité de l'intelligence : le verbe mental selon saint Thomas d'Aquin, Paris, Éditions Pierre Téqui, coll. « Croire et savoir », 2001
- Maritain ou le catholicisme intégral et l'humanisme démocratique, Paris, Éditions Pierre Téqui, 2003
- La Vérité selon saint Thomas d'Aquin : le réalisme de la connaissance, Paris, Éditions Pierre Téqui, 2009
- Pour une métaphysique de l'être en son analogie. De Heidegger à Thomas d'Aquin, Paris, Artège-Lethielleux, 2016

### Collaborations
- Bernard Hubert et Yves Floucat (préf. Mgr André Collini), Jacques Maritain et ses Contemporains : [colloque, Toulouse, 21 et 22 novembre 1990], Paris, Desclée, 1991, 405 p. (ISBN 2-7189-0551-4 et 9782718905518) : colloque, Toulouse, 21 et 22 novembre 1990 publié par le CIREP (Centre Indépendant de Recherche Philosophique) de Toulouse (éditeur scientifique).
- Philippe-Marie Margelidon et Yves Floucat, Dictionnaire de philosophie et de théologie thomistes, Paris, Parole et silence, 2016, 2e éd. (1re éd. 2011), 591 p. (ISBN 978-2-84573-926-0 et 2845739265)

### DVD
- Jacques Maritain : le philosophe amoureux, Jean-Yves Fischbach, René Mougel, Yves Floucat, Bernard Doering, Éditeur : Ana films (Strasbourg), 2007, 52 min[5].

## Distinctions
- Couronnement de l'ensemble de son œuvre par l'Académie des sciences morales et politiques de l'Institut de France en 1999